# パンプローナ闘牛場
パンプローナ闘牛場（Plaza de Toros de Pamplona）は、スペイン・ナバーラ州パンプローナにある闘牛場。スペインにおける闘牛場としての格付けは第一級。

## 歴史
1922年7月7日に建設され、収容人数13,620人で開場した。設計はフランシスコ・ウルコラ・ラスカノテギ。1966年に増築工事が行われ、収容人数が19,720人となった。

## 利用
現在は19,720人を収容する。メキシコ・メキシコシティのメヒコ記念闘牛場、ベネズエラ・バレンシアのバレンシア記念闘牛場、スペイン・マドリードのラス・ベンタス闘牛場に次いで、世界で4番目に収容人数の多い闘牛場である。
闘牛の興行のほかには、コンサートなどのイベントにも用いられる。毎年7月7日から7月14日に開催されるサン・フェルミン祭（牛追い祭り）では、エンシエロ（牛追い）の終着点となる。